# CRRC
CRRC Corporation Limited est une société d'État sous contrôle direct du gouvernement de la République populaire de Chine. Sa vocation première est l'étude, la construction, la réparation, la vente et la location de matériel de chemin de fer mais aussi de bus. 

## Histoire
Elle est issue de la fusion de la CSR Corporation Limited et de la CNR Corporation Limited.
La CRRC fournit pour la première fois des rames de trains de passagers en Europe en août 2015, pour le gouvernement de Macédoine du Nord.
Les rames de la ligne 4 du métro de Rio de Janeiro construite à l'occasion des Jeux olympiques 2016 sont fabriquées par la CRRC.
En 2016 est annoncée la vente pour un montant de 20 millions d'euros à l'exploitant ferroviaire tchèque privé Leo Express de trois trains pouvant atteindre la vitesse commerciale de 160 km/h. La livraison du premier train est prévue pour mi-2018.
En 2024, le BRT de Dakar est lancé avec des autobus électriques de CRRC.

## Production

### Rames automotrices (Grandes lignes)

#### CRH (Hexie)

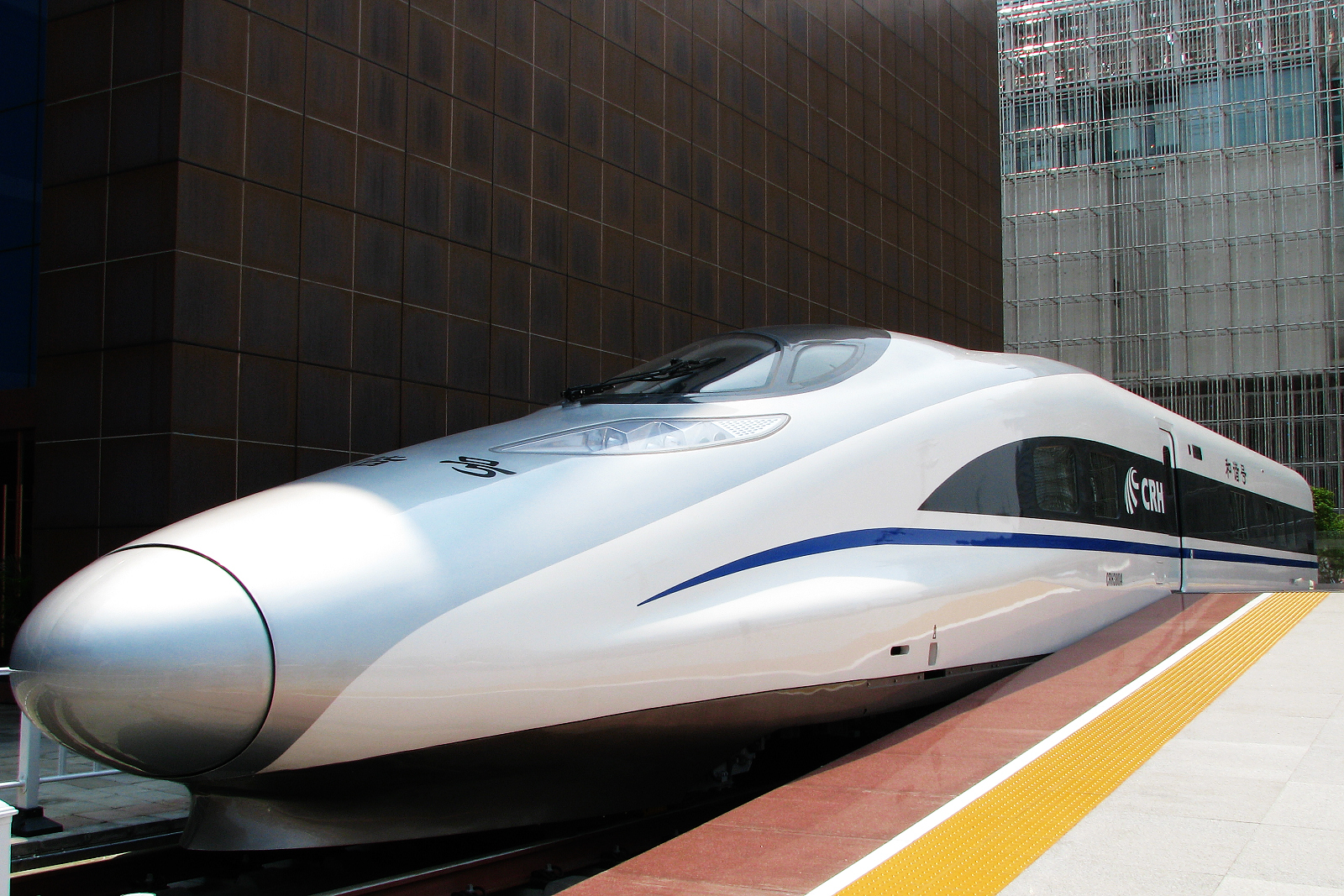
Une rame à grande vitesse CRH380A hérité de la société CSR qui l'a développée

- CRH1
- CRH2
- CRH3
- CRH5
- CRH6

#### CR (Fuxing)
- CR400AF
- CR400BF
- CR300

### Rame de métro

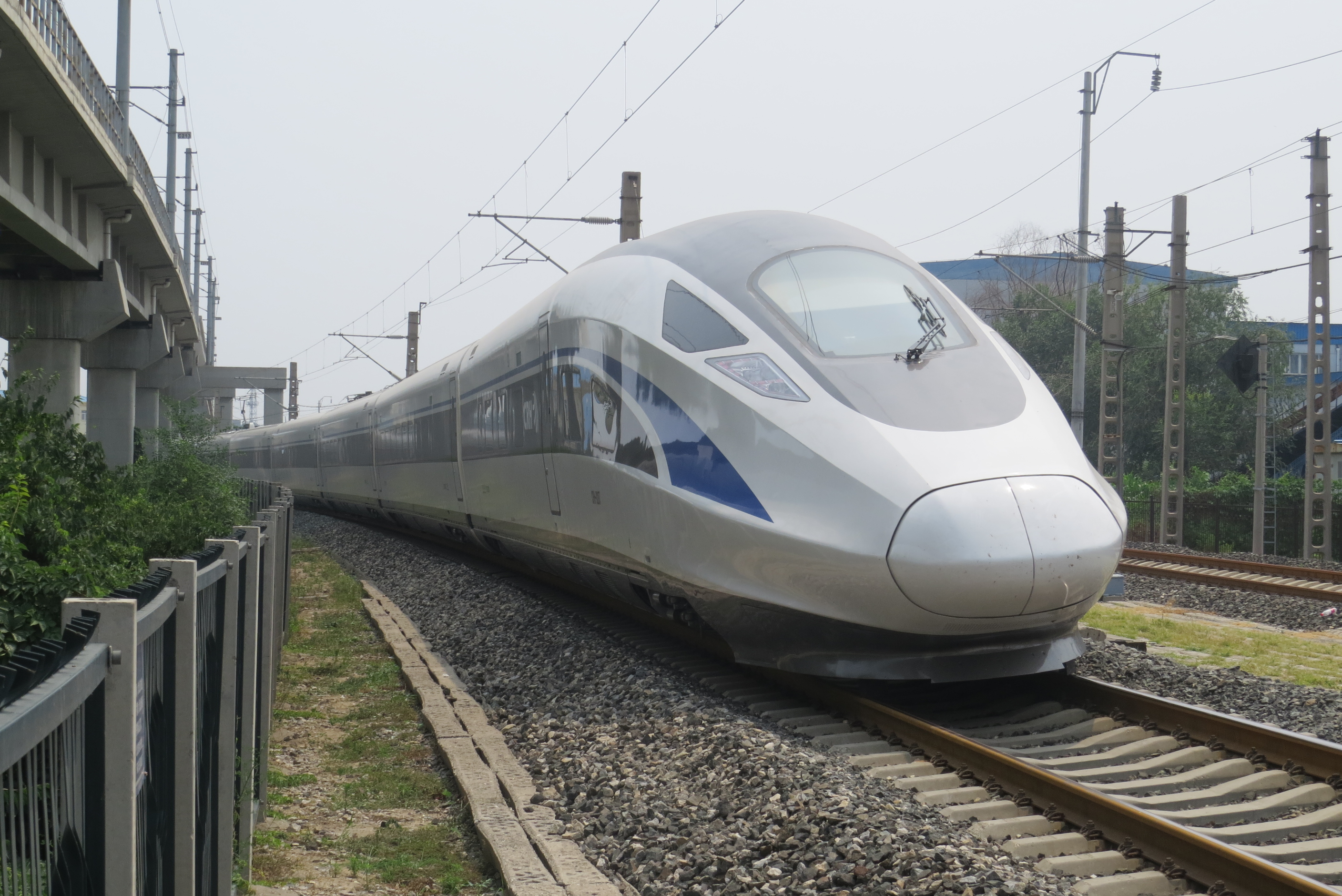
Rame à grande vitesse CR400AF-0207 (par Qingdao Sifang Co., Ltd.)

Cetrovo (en fibre de carbone)

## Entreprises filiales
CRRC Zhuzhou Locomotive Co s'est allié avec le groupe Acemil pour une usine de production de véhicule ferroviaire en Hongrie, pour fournir des véhicules pour le marché européen. Le groupe Acemil a été établi fin 2022, pour la logistique ferroviaire entre l'Europe et la Chine. Il s'inscrit dans une stratégie de long terme de produire 51% de valeur ajoutée dans l'union européenne pour répondre à la demande du marché.
Bureau d'études
- Zhuzhou Electric Locomotive Research Institute Co.Ltd.
- Qishuyan Locomotive & Rolling Stock Technology Research Institute Co., Ltd.
- Dalian Locomotive Research Institute Co.,Ltd.
- Sifang Rolling Stock Research Institute Co., Ltd.
- DaLian Electric Traction R&D Center
- Sifang Rolling Stock Research Institute Co., Ltd.

Entreprises de fabrication
- Changchun Railway Vehicles Co., Ltd.
- Qingdao Sifang Co., Ltd.
- Harbin Rolling Stock Co., Ltd.
- CRRC MA (Springfield, MA, États-Unis)
- CRRC Kuala Lumpur Maintenance Sdn. Bhd. (Malaisie)[10]

### Coentreprise
- Bombardier Sifang (Qingdao) Transportation Ltd. (BST)